# Fritillaria walujewii
Fritillaria walujewii är en liljeväxtart som beskrevs av Eduard August von Regel. Fritillaria walujewii ingår i Klockliljesläktet och i familjen liljeväxter. Inga underarter finns listade.